# 伯斯商學研究所
伯斯商學研究所（英語：Perth Graduate School of Business；簡稱：PGSB；亦稱：伯斯商學院）附屬於澳大利亞國立的伊迪斯科文大學（ECU），在2009年西班牙世界大學網路排名的商學院網站排名中，排名全澳第9，負責教授包括企業管理碩士等學士後課程。

## 地理環境
2008年設址於ECU在西澳首府伯斯的城中校區－曼羅利。由於該校區與市中心僅有10分鐘的公交距離、設施新穎完善，因此有許多在職學生前往進修深造；PGSB與校內的西澳表演藝術學院（WAAPA）屬同一校區。

## 學術排名
2008年，澳大利亞管理畢業生協會（GMAA）評鑑PGSB「MBA」及「International MBA」課程分別為4星與3星；與Bond、Deakin、Macquarie、La Trobe、QUT、RMIT、UNSW及Wollongong等大學MBA難分軒輊。

## 學位課程
PGSB所負責的教授範圍在學士後文憑（Graduate diploma）、碩士（Masters）與博士（PhD）等研究課程，系別包括有：
| - 企業管理 - 商學與資訊管理 - 職涯發展 - 犯罪司法 - 人力資源管理 | - 國際貿易 - 資訊系統管理 - 會計 - 財務金融 - 專案管理 | - 運動管理 - 訓練發展 |

## 課程銜接方式
PGSB根據申請人的學歷或職場經歷來銜接有關學位課程上的選項：
- 有志就讀「學士後商學課程」（postgraduate business program）者，可持經認可的學士學歷（包括學士學位、榮譽學士學位及學士後文憑）向PGSB提出申請：

1. 學士後商學文憑（Graduate Diploma of Business）－以既有學歷或職業背景，將知識延展至特定的商學領域（亦有利日後職務轉換）
2. 學士後商學證書（Graduate Certificate of Business） －以既有學士學位為基礎，自不同學歷背景進入商學領域

- 有志就讀「碩士學位課程」（postgraduate programs）者，可持經認可的學士學歷、學士後商學學歷等向PGSB提出申請：

1. 專業型碩士學位（Masters by Coursework）－研習主修科目，將知識拓展至原本所學的領域之外，除了一般作業之需，毋須另外撰寫畢業論文
2. 企業管理碩士學位（Master of Business Administration）－以了解企業營利運作和商業環境為要旨，建立起廣泛的商務知識，有益日後於工商及政界發展
3. 研究型碩士學位（Masters by Research）－以學子就業需求與發展性向為基礎，在特定的主題上，研究高階商業理論及應用法則，研究論文居關鍵地位

- 有志攻讀「博士學位課程」（postgraduate programs）者，可持相關研究型碩士學歷（以學術研究為重的碩士學歷、一級榮譽學士學歷亦可）向PGSB提出申請（二級榮譽學士學歷須經ECU商法學院認可）：

1. 企業管理博士學位（Doctor of Business Administration：Information Systems）－此項學位課程乃應高階或資深的專業經理人個別之需，引領深入了解最先進的商業思想及科技如何構築全球電子商務環境
2. 哲學博士學位（Doctor of Philosophy）－以督導和研討的方式，完成商學或跨領域研究的博士學位

- 有志以「職場經歷」向PGSB提出申請（ECU商法學院認同申請人以工作經驗向PGSB提出就讀意願）：

1. 具5年以上工作經驗者，可申請就讀「學士後商學證書」（Graduate Certificate of Business）－以自身於職場所累積之經歷為基礎，跨入商學領域，以益於生涯規劃、職務轉換或工作機會的拓展等。另外，若有需要亦可提出申請就讀學士學位

## 外部連結
- 伊迪斯科文大學官方網站（页面存档备份，存于）
- ECU商法學院官方網站（页面存档备份，存于）
- PGSB簡介手冊（2009年）（页面存档备份，存于）
- 大學學習資源分享（页面存档备份，存于）
- ECU 印度